# 利奥讷新城
利奥讷新城（法語：Villeneuve-la-Lionne，法語發音：[vilnœv la ljɔn]）是法国马恩省的一个市镇，位于该省西南部，和塞纳-马恩省接壤，属于埃佩尔奈区。

## 地理
利奥讷新城（48°46'10"N, 3°27'19"E）面积15.27 平方千米，位于法国大東部大區马恩省，该省份为法国东北部内陆省份，北起阿登省，西北接埃纳省，西南接塞纳-马恩省，南至奥布省，东南接上马恩省，东临默兹省。
与利奥讷新城接壤的市镇（或旧市镇、城区）包括：勒韦济耶、圣马丹迪博谢、茹瓦塞勒、雷韦永、特雷福勒、梅耶赖。

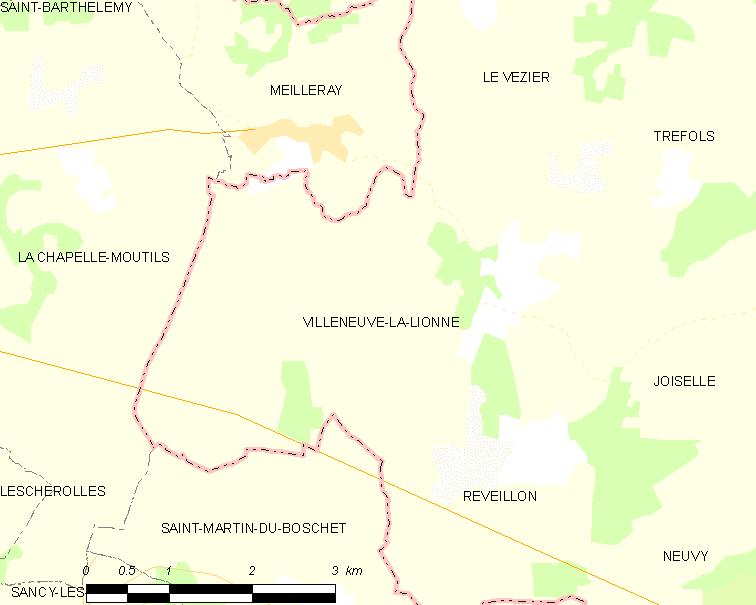
利奥讷新城的OSM定位图

利奥讷新城的时区为UTC+01:00、UTC+02:00（夏令时）。

## 行政
利奥讷新城的邮政编码为51310，INSEE市镇编码为51625。

## 政治
利奥讷新城所属的省级选区为塞扎讷-布里-香槟县。

## 人口

1962-2008年间利奥讷新城人口变化图示

利奥讷新城于2022年1月1日时的人口数量为273人。